# Cheilothela chilensis
Cheilothela chilensis là một loài rêu trong họ Ditrichaceae. Loài này được Mont. Broth. mô tả khoa học đầu tiên năm 1901.